# Yuki Tsuchihashi
Yuki Tsuchihashi (土橋 優貴 Tsuchihashi Yuki?,  nacido el 16 de enero de 1980 en Tokushima) es una exfutbolista japonesa que jugaba como defensa.
En 2001, Tsuchihashi jugó 4 veces para la selección femenina de fútbol de Japón. Tsuchihashi fue elegida para integrar la selección nacional de Japón para los Copa Asiática femenina de la AFC de 2001.

## Trayectoria

### Clubes
| Club               | País  | Año         |
| ------------------ | ----- | ----------- |
| Tasaki Perule FC   | Japón | 2002 - 2005 |
| Ohara Gakuen JaSRA | Japón | 2006        |
| Urawa Reds         | Japón | 2007 - 2012 |

### Selección nacional
| Selección | País  | Año  |
| --------- | ----- | ---- |
| Absoluta  | Japón | 2001 |

## Estadística de equipo nacional
| Selección femenina de fútbol de Japón | Selección femenina de fútbol de Japón | Selección femenina de fútbol de Japón |
| Año                                   | Partidos                              | Goles                                 |
| ------------------------------------- | ------------------------------------- | ------------------------------------- |
| 2001                                  | 4                                     | 0                                     |
| Total                                 | 4                                     | 0                                     |